# ハファエウ・クラウス
ハファエウ・クラウス（葡: Raphael Claus、1979年9月6日 - ）は、ブラジル・サンタ・バールバラ・ドエステ出身のサッカー審判員。サンパウロ州サッカー連盟所属。
2022 FIFAワールドカップの主審に選ばれた。

## 来歴
父と兄がプロアスリートだった影響もあり20歳までサッカー選手として活動する。2002年にサンパウロサッカー連盟の審判養成講座に参加し、審判の道を歩み始める。カンピオナート・パウリスタで審判としてのキャリアを積み、2014年5月にブラジルサッカー連盟 (CBF) により国際サッカー連盟 (FIFA) の国際審判員リスト掲載候補者として認定され、2015年からにFIFA国際審判員リストに掲載され、 2021 コパ アメリカや2019 FIFA U-20 ワールド カップなど、いくつかの国際大会で審判を務めた。